# Ígor Simuténkov
Ígor Vitàlievitx Simuténkov - Игорь Витальевич Симутенков (rus) - (3 d'abril de 1973, Moscou, Rússia) és un exfutbolista i entrenador de futbol rus.

## Trajectòria
Comença la seua carrera professional al Dinamo de Moscou, en l'antiga lliga soviètica, el 1990. Passa cinc anys al conjunt capitalí, tot vivint el canvi a la nova competició russa. Hi destaca el 1994, quan marca 21 gols. Eixe any marxa a l'AC Reggiana, on roman quatre anys. La 98/99 la disputa amb un altre conjunt italià, la Bologna FC 1909.
El 1999 és transferit al CD Tenerife, on no acaba de quallar en les tres temporades que hi milita al conjunt canari. Posteriorment, hi recala al Kansas City Wizards, sent el primer jugador rus de la Major League Soccer estatunidenca. Hi marcaria el gol d'or a la final de la Lamar Hunt U.S. Open Cup, però no hi continua i retorna al seu país, per jugar amb el Rubin Kazan. Es retiraria a l'any següent, després d'haver militat al FC Dynamo Voronezh.
Simuténkov seria també conegut pel seu cas jurídic, en el qual la Cort de Justícia Europea va reconèixer l'efecte directe dels acords entre Rússia i la Unió Europea. Això va significar una escletxa en els reglaments espanyols per als futbolistes i esportistes russos.

## Selecció
Simuténkov va ser internacional amb Rússia en 20 ocasions, tot marcant nou gols i disputant l'Eurocopa de 1996.

## Carrera com a entrenador
El 2007 dirigeix al FC Torpedo-RG, de la segona divisió russa. Entre eixe any i finals del 2009 es fa càrrec de les seleccions inferiors del seu país, passant a ser, al desembre del mateix 2009, assistent al Zenit de Sant Petersburg.

## Palmarès
- Futbolista rus de l'any: 1994